# Batsheva Dance Company

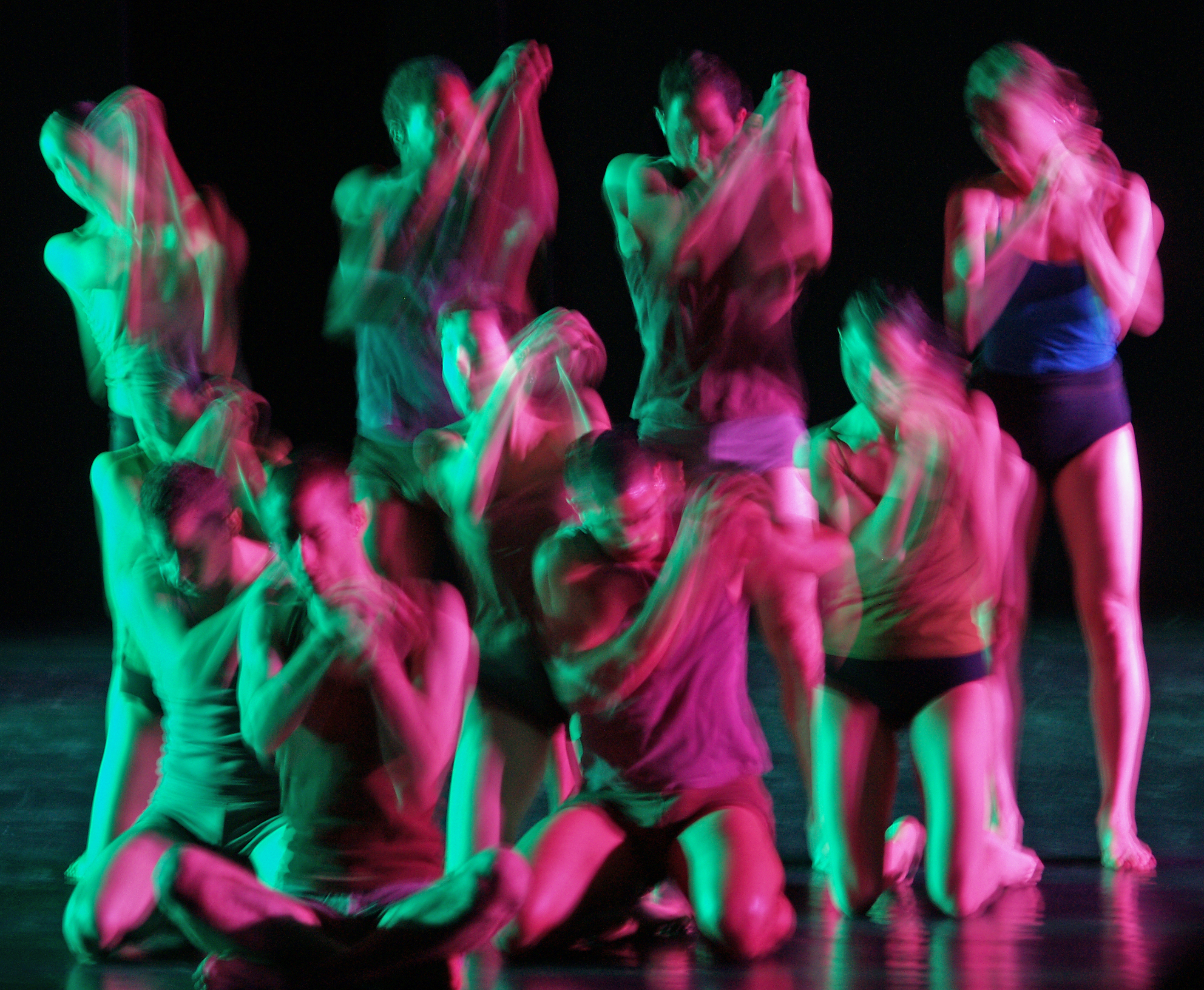
Représentation de la compagnie en 2007

La Batsheva Dance Company est une compagnie de danse moderne et de danse contemporaine israélienne fondée en 1964 et basée à Tel Aviv.

## Historique

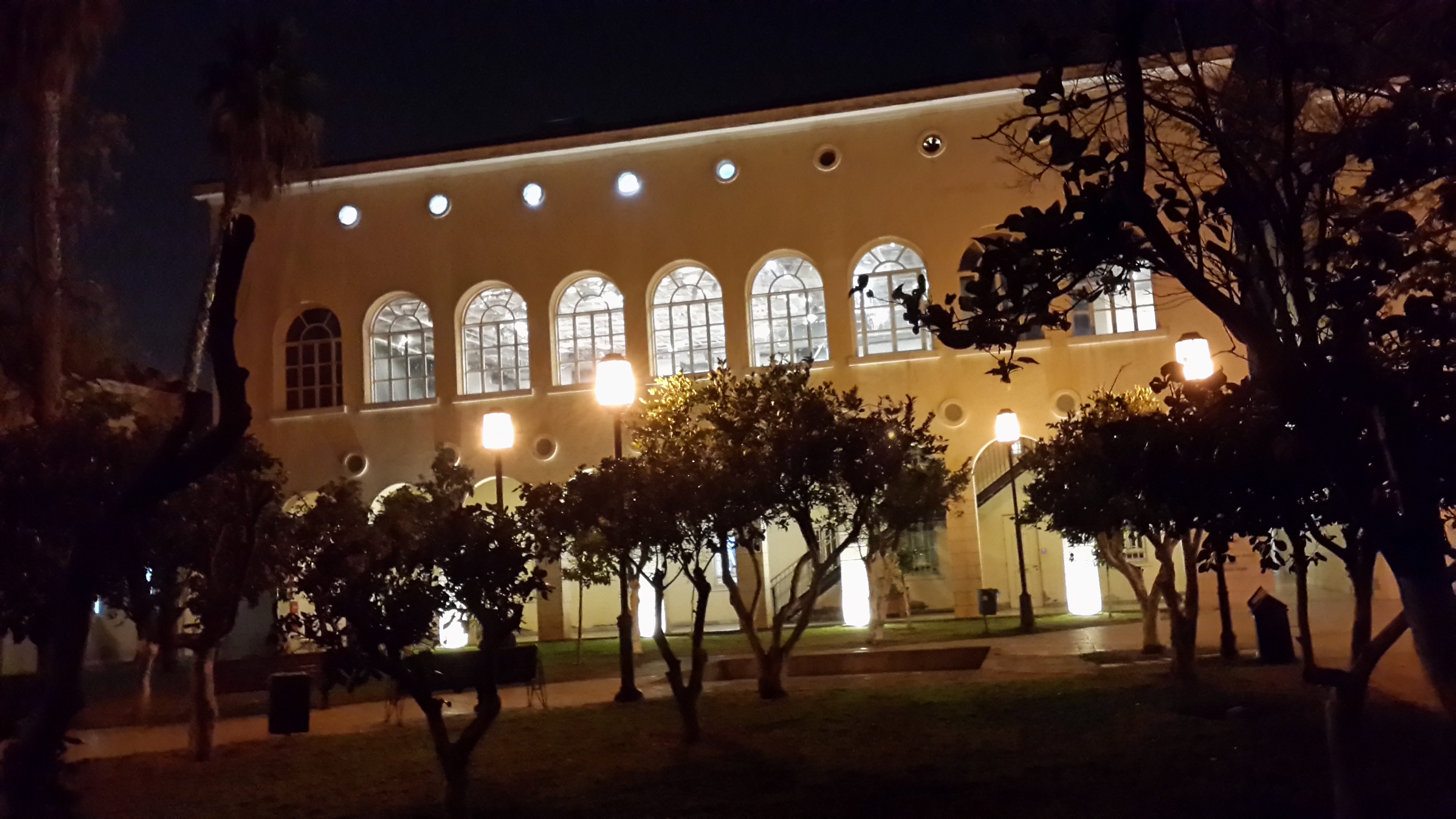
Studio Varda par Yair Haklai, 2015

La compagnie est officiellement fondée le 24 décembre 1964 par la chorégraphe Martha Graham avec le soutien actif de la baronne Bethsabée de Rothschild, émigrée en Israël en 1956, grande amatrice de danse et bienfaitrice des arts, dont la compagnie tient le nom. Martha Graham est conseillère artistique et chorégraphe. Elle apporte plusieurs pièces de sa composition. Le succès est immédiat.  
Depuis 1990, le chorégraphe en résidence de la compagnie est Ohad Naharin, récipiendaire de nombreux prix. La Batsheva Dance Company a aussi accueilli d'autres personnalités du monde de la danse comme Anna Sokolow, Gary Bertini, Robert Cohan (en) et plus récemment Lisi Estaràs et Bobbi Jene.  
Depuis les années 1960, la compagnie Batsheva s'est produite en tournées internationales dans de nombreux pays.